# Bülent Korkmaz
Bülent Korkmaz (ur. 24 listopada 1968 w Malatii) – turecki piłkarz występujący na pozycji obrońcy oraz trener. Jego brat Mert również był zawodowym piłkarzem.

## Kariera klubowa
Bülent Korkmaz jest wychowankiem Galatasaray SK, w którym treningi rozpoczął już w wieku jedenastu lat. Początkowo pełnił rolę bramkarza, natomiast później występował na pozycji defensywnego pomocnika lub środkowego obrońcy. W wieku szesnastu lat Turek dostał ofertę przejścia do Bayeru 04 Leverkusen, jednak zdecydował się pozostać w Galatasaray. Tam początkowo pełnił rolę rezerwowego, a miejsce w podstawowej jedenastce na stałe wywalczył sobie w sezonie 1990/1991, kiedy to wystąpił w 30 spotkaniach pierwszej ligi tureckiej. Łącznie w dorosłej kadrze Galatasaray Korkmaz spędził osiemnaście lat, w trakcie których odnosił wiele sukcesów. Między innymi osiem razy sięgnął po tytuł mistrza kraju, sześć razy zdobył Puchar Turcji, natomiast w 2000 roku wywalczył Puchar UEFA i Superpuchar Europy. W czasie swojej piłkarskiej kariery Korkmaz w linii obrony swojego klubu grał u boku takich zawodników jak Hakan Ünsal, Fatih Akyel, Gheorghe Popescu, Emre Aşık, Frank de Boer, Stjepan Tomas oraz Rigobert Song. Dla Galatasary turecki obrońca rozegrał 456 ligowych pojedynków, natomiast we wszystkich rozgrywkach wystąpił łącznie w 630 meczach. W 2000 roku przejął rolę kapitana ekipy „Lwów” po Tugayu Kerimoğlu, a opaskę kapitańską nosił już do końca swojej kariery, czyli do 2005 roku.

## Kariera reprezentacyjna
W reprezentacji Turcji Korkmaz zadebiutował 17 października 1990 roku w przegranym 5:0 meczu eliminacji do Euro 1992 z Irlandią. Pierwszego gola strzelił natomiast 7 września 1994 roku w zremisowanym 2:2 pojedynku przeciwko Węgrom będącym częścią eliminacji do Euro 1996. Turcy ostatecznie zakwalifikowali się do tych mistrzostw, a sam Korkmaz znalazł się w 22-osobowej kadrze powołanej na turniej przez Fatiha Terima. Wychowanek Galatasary razem z drużyną narodową na angielskich boiskach nie zdobył ani jednego punktu i udział w imprezie zakończył na rundzie grupowej. Kolejnym wielkim turniejem w karierze Korkmaza były Mistrzostwa Świata 2002. Na mundialu tym Turcy pokonując w meczu o trzecie miejsce Koreę Południową 3:2 wywalczyli brązowy medal. Na mistrzostwach Korkmaz był podstawowym graczem reprezentacji swojego kraju, a w wygranym 3:0 spotkaniu rundy grupowej z Chinami zdobył jedną z bramek. Następnie razem z zespołem narodowym Korkmaz wywalczył trzecie miejsce w Pucharze Konfederacji 2003. 17 sierpnia 2005 roku Turek rozegrał swój ostatni mecz dla Turcji, a jego drużyna przegrała wtedy z Bułgarią 3:1. Łącznie w barwach reprezentacji Bülent wziął udział w 102 spotkaniach, a więcej występów niż on obecnie mają na koncie tylko Rüştü Reçber i Hakan Şükür.

## Kariera trenerska
5 września 2005 roku Korkmaz został drugim trenerem Gençlerbirliği SK. W 2007 roku przyjął ofertę od działaczy Kayseri Erciyesspor i 16 stycznia został szkoleniowcem tego zespołu. Niespodziewanie zajął z nim piąte miejsce w końcowej tabeli Süper Lig, po czym 27 czerwca objął rolę trenera Bursasporu. Z nowej drużyny został jednak zwolniony jeszcze w tym samym roku, natomiast 1 listopada został trenerem Gençlerbirliği SK. Posadę tę stracił w 2008 roku. W 2009 roku Korkmaz przez pewien czas był trenerem Galatasaray SK. Następnie został szkoleniowcem Bakı FK, który prowadził przez rok.

## Sukcesy
- Mistrzostwo Turcji: 8
  - 1988, 1993, 1994, 1997, 1998, 1999, 2000, 2002
- Puchar Turcji: 6
  - 1991, 1993, 1996, 1999, 2000, 2005
- Puchar UEFA: 1
  - 2000
- Superpuchar Europy: 1
  - 2000